# Iivo Ahava
 (mai 2019).
Si vous disposez d'ouvrages ou d'articles de référence ou si vous connaissez des sites web de qualité traitant du thème abordé ici, merci de compléter l'article en donnant les références utiles à sa vérifiabilité et en les liant à la section « Notes et références ».
Iivo Ahava (né Afanasev, le 19 février 1896 à Uhtua, mort le 16 avril 1919 dans le raïon de Segueja) est un militaire carélien, partisan d’une Carélie orientale indépendante.
Il est tué comme lieutenant de la Royal Navy dans des circonstances non précisées lors de l’intervention en Russie septentrionale.